# Iwan (biskup przemyski)
Iwan  (? - † 1352) – biskup przemyski. Najprawdopodobniej był franciszkaninem. Ok. 1340 został prekonizowany pierwszym biskupem przemyskim obrządku łacińskiego. Nie objął jednak rządów w tej diecezji. Nie wiemy też gdzie, jako biskup przemyski rezydował.